# 2017年9月

## 9月1日
- 肯尼亚最高法院判決2017年8月舉行的總統選舉（英语：Kenyan general election, 2017）結果無效，需要重新進行選舉。[1]
- 小行星3122在地球700萬公里外掠過。[2]

## 9月2日
- 海牙常设仲裁法院宣佈，澳大利亞與東帝汶對於兩國之間海上邊界的爭執達成協議。[3]
- 中国河北省唐山市发生穆斯林骚乱。[4]

## 9月3日
- 朝鲜民主主义人民共和国咸镜北道吉州郡豐溪里核試驗場附近发生疑似核试验引发的地震。[5]
- 尼爾馬拉·西塔拉曼出任印度國防部長。[6]

## 9月5日
- 兩名軍官闖入莱索托國防軍司令蔻安特勒·莫索莫索（Khoantle Motsomotso）中將的辦公室，將其槍殺，該兩名軍官亦在槍戰中喪生。[7]
- 美國政府宣佈結束「童年入境者暫緩遣返行動」（DACA）項目，不再接受新的申请。[8]

## 9月6日
- 安哥拉全國選舉委員會宣佈，安哥拉人民解放运动在8月舉行的國民議會選舉中取得150席，該黨推舉的若昂·洛倫索將成為下一任總統。[9]
- 颶風伊爾瑪吹襲加勒比海背風群島。[10]
- 加泰隆尼亞不顧西班牙中央阻止執意推動舉行獨立公投而顯現憲政危機[11]。

## 9月7日
- 當地時間9月7日晚，墨西哥恰帕斯州對開的太平洋海底發生強烈地震，造成多人喪生。[12]

## 9月8日
- 阿富汗空軍在阿富汗努里斯坦省空襲塔利班目標，阿富汗官員宣稱炸死至少55名塔利班成員。[13]
- 美國國債總額首次突破20萬億美元。[14]

## 9月9日
- 敘利亞政府軍解除伊斯兰国武裝分子對代尔祖尔機場的包圍，歷時超過3年的代爾祖爾之圍到此結束。[15]

## 9月10日
- 颶風伊爾瑪在美國佛罗里达州登陆。[16]
- 俄罗斯舉行地方選舉，執政黨統一俄羅斯的參選人贏得16個聯邦主體行政長官選舉的全數，以及在6個聯邦主體議會選舉中贏得309席中的239席。[17]
- 土耳其總統埃爾多安向記者證實土耳其已與俄羅斯簽約購入俄製S-400防空導彈系統，並已支付首期款項，合約總值25億美元。[18][19]

## 9月11日
- 2017年挪威國會選舉進行投票。[20]
- 联合国安全理事会針對朝鲜在9月3日的核試驗一致通過新決議，加強對朝鲜的制裁，包括減少朝鲜的能源進口以及禁止朝鲜的纺织品出口。[21]
- 新加坡前國會議長哈莉玛成為2017年新加坡總統選舉唯一合資格參選人，將於9月13日提名日自動當選。[22]
- 一輛從高雄開往台北的阿羅哈客運大客車，於台灣時間23點46分，行駛中山高岡山路段時因故撞上中央護欄，造成車上乘客6死11傷。[23][24][25]

## 9月12日
- 苹果公司召开新品发布会，公布iPhone 8、iPhone 8 Plus和iPhone X三款iPhone手机。Apple Watch Series 3和全新的Apple TV也同期公布[26]。
- 希拉里·克林顿发布回忆录《发生了什么》（What Happened），讲述总统选举落败经历[27]。

## 9月13日
- 1990年北京亚运会吉祥物原型、世界上最长寿的圈养大熊猫巴斯在中国福州去世，享年37岁。[28]

## 9月14日
- 伊斯兰国在伊拉克南部城市纳西里耶附近發動襲擊，造成至少84人喪生。[29]

## 9月15日
- 伦敦地铁帕森绿地站发生爆炸事件，至少造成22人受伤，伦敦警察厅将事件定性为恐怖袭击[30][31]。
- 伊拉克库尔德自治区（库区）议会举行近两年来的首次会议，投票批准库尔德自伊拉克獨立公投的议案，议案规定库尔德斯坦地区政府将在9月25日投票决定是否脱离伊拉克。中央政府表示反对独立公投，称该公投违反伊拉克宪法。报道称，伊拉克政府已授权总理“采取一切措施”维护国家统一。[32][33]

## 9月16日
- 埃及最高上訴法院終審判決前總統穆罕默德·穆尔西泄密罪成立，判處入獄25年。[34]

## 9月17日
- 2017年澳門立法會選舉進行投票。[35]
- 第69届黄金时段艾美奖在洛杉矶举行，政治讽刺家兼《晚间秀》主持人斯蒂芬·科尔伯特担任主持[36]。
- 美國國家航空暨太空總署（NASA）資助的研究「火星生活模擬」，相關研究人員同日出關,此研究目的為「追蹤及了解太空人長期從事太空任務對人員的心理影響」[37]。

## 9月18日
- 玩具反斗城向美國弗吉尼亞州的美國破產法院申請破產保護。[38]
- 一名在美國唸碩士及工作、來自廣東廣州的28歲女子被發現伏屍一棟公寓內，而死者曾當美軍狙擊手的白人男朋友，案發後持槍失蹤，警方指他涉案，已在全美範圍發出通輯令進行搜捕[39]。

## 9月19日
- 时值1985年大地震周年纪念日，墨西哥普埃布拉州发生矩震级（MW）7.1级地震，墨西哥城有29座建筑倒塌，民众大规模疏散[40]。

## 9月20日
- 西班牙國民警衛隊突擊位於巴塞隆拿的加泰隆尼亞自治區政府多個部門搜查相關文件，拘捕了組織獨立公投的13名高官。西班牙近日亦將加泰隆尼亞財政權收歸國有，自治區主席卡萊斯·普吉德蒙斥馬德里做法等同實質取消加泰隆尼亞自治權，重申公投勢在必行[41]。

## 9月21日
- Google与台湾HTC达成11亿美元的协议，扩展智能手机业务[42]。

## 9月23日
- 2017年紐西蘭大選進行投票[43]。
- 公投在即，西班牙中央政府再表示接管加泰羅尼亞地方警察指揮權，加泰羅尼亞內政部指，檢察長本日早上通知國家警察、國民警衞軍和地方警察局長，由中央政府內政部協調他們的行動[44]

## 9月24日
- 2017年德国联邦议院选举進行投票[45]。
- 法國舉行間接選舉（英语：French Senate election, 2017），改選參議院其中171個議席[46]。
- 俄羅斯國防部公佈陸軍中將瓦列里·阿薩珀夫在敘利亞代尔祖尔市附近死於伊斯兰国分子的炮擊[47]。
- 緬甸軍方宣佈在若開邦發現一處埋葬28名印度教徒的亂葬崗，軍方稱他們是被若開羅興亞拯救軍殺害[48]。

## 9月25日
- 2017年伊拉克库尔德斯坦独立公投進行投票[49]。
- 日本首相安倍晉三宣佈將於9月28日解散眾議院，預期新選舉將於10月舉行[50]。

## 9月27日
- 泰國最高法院判決已離境的前總理英叻·钦那瓦玩忽職守罪名成立，判處她入獄5年[51]。

## 9月28日
- 中国首家和規模最大的互联网保险公司众安保险在香港交易所掛牌上市，市值達到港幣965億元[52]。

## 9月29日
- 印度孟买连接法勒尔站（英语：Parel railway station）和艾芬史东路站（英语：Prabhadevi railway station）的人行天桥高峰时段发生踩踏事故，至少32人遇难，30多人重伤[53][54]。

## 9月30日
- 法国航空号66班机（A380-800）在飞至格陵兰西面空域时，右侧一台发动机的整流罩等突然爆裂，机件暴露空气之中。紧急转飞加拿大古斯湾机场（英语：CFB_Goose_Bay）迫降。机上共496名乘客和24名机组成员无伤亡报告。[55]